# همینگوی ۳۶۵۶
سیارک ۳۶۵۶ (به انگلیسی: 3656 Hemingway، نامگذاری:1978QX) سه هزار و ششصد و پنجاه و ششمین سیارک کشف شده‌است که در ۳۱ اوت ۱۹۷۸ کشف شد.
قدر مطلق سیارک برابر ۱۳٫۶۰ است.